# Histologische kleuring

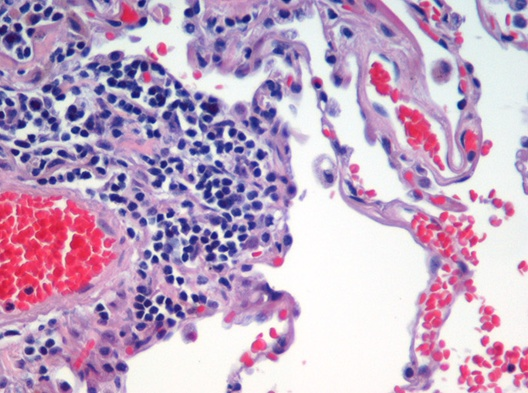
Histologisch preparaat van menselijke longweefsel gekleurd met haematoxyline en eosine.

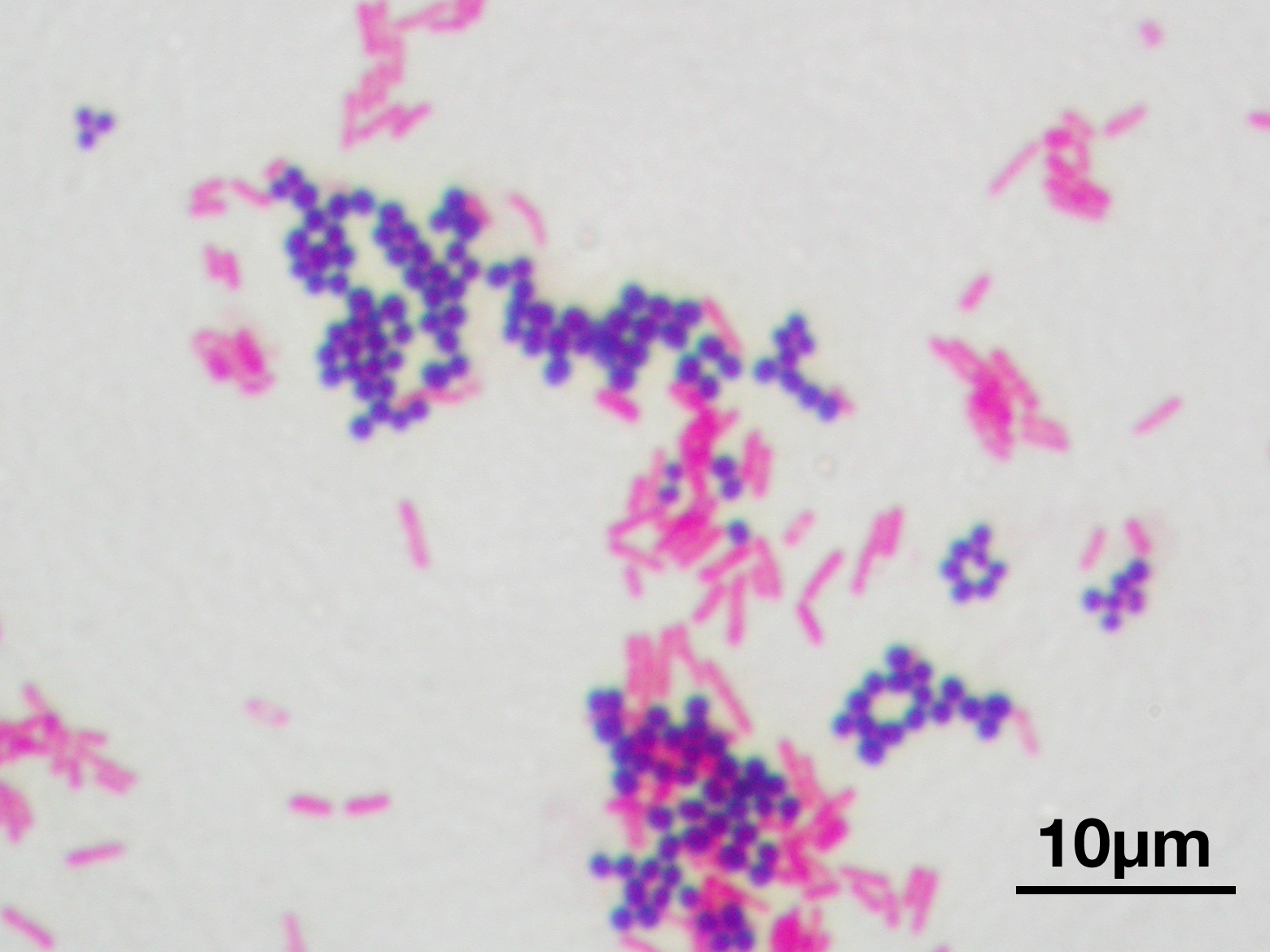
Een gramkleuring van Staphylococcus aureus (grampositieve kokken, paars) en Escherichia coli (gramnegatieve bacteriën, rood); veel gebruikte referentiebacteriën.

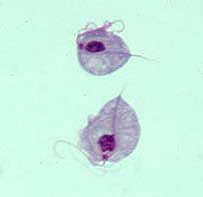
Giemsa-kleuring van Trichomonas vaginalis

Een histologische kleuring wordt gebruikt bij het histologisch onderzoek om weefsel en structuren beter te kunnen onderscheiden met een lichtmicroscoop. In de loop van de eeuwen heeft men een hele reeks van kleurstoffen ontdekt die zich specifiek aan bepaalde weefsel of delen daarvan binden. Dat heeft tot een beter begrip van onder andere de werking van cellen bijgedragen en kleuringen spelen nog steeds belangrijke een rol in bijvoorbeeld de diagnose van ziektes met behulp van de microscoop.
Volgende kleurmethodes worden hiertoe gebruikt:
- Alcian blue - kleurt zuur slijm/mucine.
- AZAN - Nuclei zijn felrood gekleurd, collageen, basale membraan en mucine zijn blauw, spier- en rode bloedcellen zijn oranje-rood gekleurd.
- Chirukian-Schenk kleuring
- Chromogranine-immunokleuring.
- Chroom alum/haematoxyline - Lijkt op H.E., alleen nuclei zijn blauw en cytoplasma is rood.
- Congo Rood - Kleurt amyloïd rood.
- Elastica van Gieson - elastische structuren zwart.
- Giemsa - kleurt onder meer parasieten en erytrocyten en macrofagen.
- Gramkleuring - Grampositieve bacteriën paars, gramnegatieven rood.
- Grimelius zilverkleuring
- Grocott - Kleurt schimmels met behulp van zilver en goud zwart/diepbruin.
- H Giemsa - bacteriën lichtblauw, verder alle nuances blauw
- Hemaluin - kleurt kernen grijs/blauw
- Hematoxyline-eosine (H.E.) - paarsige kleur van zure structuren (de celkern) en roze cytoplasma.
- Isamine blauw/eosine - Lijkt op H.E., alleen met een intense blauwe kleur.
- Jones - kleurt basale membranen zwart.
- Laguesse - Reticulinevezels blauw/zwart, kernen rood, collageen grijs/paars
- Massons trichroom - Laat bindweefsel zien. Celkern blauw-zwart, cytoplasma paars/rood en bindweefsel groen.
- Nissl en methyleenblauwmethode - Kleurt het ruw endoplasmatisch reticulum.
- Oil-red-o kleuring - Kleurt vet typisch donkerrood
- Orceïne - Kleuring van elastische vezels
- PAS-D - geen aankleuring van koolhydraten, verder mucopolysachariden rood, fibrine roze en kernen blauw
- Periodic acid Schiff reactie (PAS) - Koolhydraten worden dieprood, structuren die mogelijk duiden op schimmels worden ook gekleurd.
- Perls - Kleurt ijzer blauwgroen
- Pruisische blauwkleuring - Kleurt ijzermoleculen blauw
- Sevier-Munger kleuring
- Sudan zwart en osmium - Vettige structuren worden gekleurd.
- Toluidine-blauw - Kleurt verschillende zure componenten blauw.
- Van Gieson - Kleurt bindweefsel rood, nuclei blauw en erytrocyten en cytoplasma geel.
- Wade-Fite - Met behulp van een fluorescerend label kleur de tuberculosebacterie onder een fluorescentiemicroscoop.
- Wright's kleuring is een hematologische kleuring die de differentiatie van bloedceltypen vergemakkelijkt
- Ziehl Neelson - Kleurt de tuberculosebacterie rood.
- Zilver-en-goudmethode - Gebruikt voor het kleuren van neuronen, motorische eindplaten en intercellulaire koppelingen. Kleurt het onderdeel zwart, bruin of goud.

chromogranine-immunokleuring